# Arab Liga
Az Arab Államok Ligája (arabul: جامعة الدول العربية, Ǧāmiʿa ad-Duwal al-ʿArabiyya) vagy rövidebben: Arab Liga (angolul: League of Arabic States, rövidítve: LAS), arab többségű államok regionális nemzetközi szervezete. Az öt állam – Egyiptom, Szíria, Irak, Libanon és Jordánia – által aláírt alexandriai egyezmény alapította 1945. március 22-én az egyiptomi Alexandriában, az unió alapításához azonban nem sokkal később már Szaúd-Arábia, Észak-Jemen és Palesztina is csatlakozott, így ezt a nyolc országot tekintik alapítónak. Jelenleg 22 tagállama van, bár Szíria tagságát 2011-ben fölfüggesztették. Struktúrájában hasonlít az Amerikai Államok Szervezetére, az Európa Tanácsra és az Afrikai Unióra. Elsődlegesen politikai célból jött létre, azonban a tagság kulturális, földrajzi és nyelvi hasonlóságokon és közelségen alapul. Célja az együttműködés és a kölcsönös segítségnyújtás előmozdítása; a gazdasági, társadalmi, politikai, kulturális és katonai együttműködés fejlesztése. Székhelye az arab világ központjában, Egyiptom fővárosában, Kairóban található.

## Tagállamok és megfigyelők

Az Arab Liga tagállamai

Az Arab Liga jelenlegi tagjai (és a belépésük dátuma):
- Egyiptom[1] –  1945. március 22. (alapító)
- Irak –  1945. március 22. (alapító)
- Jordánia[2] –  1945. március 22. (alapító)
- Libanon –  1945. március 22. (alapító)
- Szaúd-Arábia – 1945. március 22. (alapító)
- Szíria – 1945. március 22. (alapító)
- Jemen[3] – 1945. március 22. (alapító)
- Líbia – 1953. március 28.
- Szudán  – 1956. január 19.
- Marokkó[4] – 1958. október 1.
- Tunézia – 1958. október 1.
- Kuvait – 1961. július 20.
- Algéria – 1962. augusztus 16.
- Egyesült Arab Emírségek – 1971. június 12.
- Bahrein – 1971. szeptember 11.
- Katar – 1971. szeptember 11.
- Omán – 1971. szeptember 29.
- Mauritánia – 1973. november 26.
- Szomália – 1974. február 14.
- Palesztina[5] – 1976. szeptember 9.
- Dzsibuti – 1977. április 9.
- Comore-szigetek – 1993. november 20.
- Eritrea – 2003. január 17. (megfigyelői státusz)
- India – 2007. március 27.(megfigyelői státusz)
- Brazília – 2003. (megfigyelői státusz)
- Venezuela – 2006. (megfigyelői státusz)

## A Liga székhelye
Az alapítók eredeti szándéka szerint Kairó a szervezet székhelye. Egyiptom tagságát az 1979. március 26-án aláírt egyiptomi-izraeli békeszerződés miatt felfüggesztették, a szervezet titkárságát pedig ideiglenesen átköltöztették Tuniszba. 1989-ben Egyiptom tagságát visszaállították, így a titkárság visszatért eredeti székhelyére Kairóba.

## A Liga szervezete

### Tanács
Az Arab Liga központi irányító szerve az Arab Államfők Tanácsa (Arab Liga Tanácsa), amelynek munkáját különböző szakbizottságok (Politikai Bizottság, Szociális Bizottság, Egészségügyi Bizottság, Kulturális Bizottság, Igazságügyi Bizottság, Arab Nők Bizottsága, Emberi Jogok Bizottsága stb.) segítik. Az alapító okirat szerint a Tanács évente kétszer ülésezik (márciusban és szeptemberben). Ezen felül, ha a szükség úgy hozza, legalább két tagállam kezdeményezheti rendkívüli ülés összehívását.

### Titkárság
Az adminisztratív ügyek vitelére, a csúcstalálkozók és a költségvetés előkészítésére a Titkárság hivatott.  A Titkárság élén a főtitkár áll, akit a Tanács kétharmados többséggel választ meg öt évre (ennek letelte után újraválasztható). A ligát a főtitkár (vagy megbízottja) képviseli a különböző nemzetközi szervezeteknél, konferenciákon, szerződéskötéskor.

### Parlament
2005 márciusában az algíri csúcsértekezleten döntöttek a Arab Parlament létrehozásáról. Alakuló ülését 2005. december 27-én tartotta Kairóban. A Parlament állandóan ülésezik majd székhelyén, Damaszkuszban. Lényeges eltérés az Európai Parlamenttől, hogy a képviselőket nem közvetlenül választják, hanem a tagállamok delegálják őket. A teljes jogú tagállamok mindegyike 4-4 tagot delegál a testületbe, amelynek így 88 tagja van. A képviselők mandátuma öt évre szól.
Az Arab Parlament, az alapítók szándéka szerint egyelőre csak tanácsadói jogkörrel rendelkezik politikai, gazdasági, biztonsági és emberi jogi kérdésekben.

### Szakosított intézmények
- Arab államok Műsorszóróinak Szövetsége – Arab States Broadcasting Union (ASBU)[6] Székhely: Tunisz
- Arab Liga Nevelésügyi, Kulturális és Tudományos Szervezet – Arab League Educational, Cultural, and Scientific Organization (ALECSO). Székhely: Tunisz
- Arab Tanulmányok Központja – Arab Centre for the Study of Arid Zones and Dry Lands (ACSAD)[7] Székhely: Damaszkusz
- Mezőgazdasági Fejlesztés Arab Szervezete – Arab Organization for Agricultural Development (AOAD)[8]  Székhely: Kartúm
- Arab Ipari Fejlesztés és Bányászat Szervezete – Arab Industrial Development and Mining Organization (AIDMO)[9] Székhely: Rabat
- Arab Adminisztratív Fejlesztés Szervezete – Arab Administrative Development Organization (ARADO)[10] Székhely: Kairó
- Arab Munkaügyi Szervezet – Arab Labor Organization (ARALO) [11] Székhely: Kairó
- Arab Atomenergia Ügynökség – Arab Atomic Energy Agency (AAEA). Székhely: Tunisz
- Arab Belügyminiszterek Tanácsa – Arab Interior Ministers Council (AIMC)[12] Székhely: Tunisz
- Arab Műholdas Hírközlési Szervezet – Arab Satellite Communications Organization (ARABSAT) [13] Székhely: Rijád
- Arab Polgári Repülési Bizottság – Arab Civil Aviation Commission (ACAC).[14] Székhely: Rabat
- Arab Gazdasági Egység Tanácsa – Council of the Arab Economy Unity (CAEU)[15] Székhely: Kairó
- Arab Kőolaj-exportáló Országok Szervezete – Organization of Arab Petroleum Exporting Countries (OAPEC)[16] Székhely: Kuvait
- Arab Tudományos és Technológiai Akadémia – Arab Academy for Science and Technology (AAST)[17] Székhely: Alexandria
- Pánarab Beruházás-biztosító Társaság – Inter-Arab Investment Guarantee Corporation (IAIGC)[18] Székhely: Kuvait
- Arab Valutaalap – Arab Monetary Fund (AMF)[19] Székhely: Abu-Dzabi
- Gazdasági és Szociális Fejlesztés Arab Alapja – Arab Fund for Economic and Social Development (AFESD)[20] Székhely: Kuvait
- Arab Bank Afrika Gazdasági Fejlesztésért – Banque Arabe pour le Développement Économique en Afrique (BADEA)[21] Székhely: Kartúm
- Mezőgazdasági Befektetések és Fejlesztések Arab Hatósága – Arab Authority for Agricultural Investment and Development (AAAID)[22] Székhely: Kartúm

### Csúcsértekezletek
A fontos nemzetközi kérdéseket a tagállamok államfői, külügyminiszterei csúcsértekezleteken vitatják meg.
1. 1964. január 13–17 Kairó, Egyiptom
2. 1964. szeptember 5–11 Alexandria, Egyiptom
3. 1965. szeptember 13–17 Casablanca, Marokkó
4. 1967. augusztus 29. Kartúm, Szudán
5. 1969. december 21–23 Rabat, Marokkó
6. 1970. szeptember 21–27 Kairó, Egyiptom
7. 1973. november 26–28 Algír, Algéria
8. 1974. október 29. Rabat, Marokkó
9. 1976. október 17–28 Rijád, Szaúd-Arábia
10. 1976. október 25–26 Kairó, Egyiptom
11. 1978. november 2–5 Bagdad, Irak
12. 1979. november 20–22 Tunisz, Tunézia
13. 1980. november 21–22 Amman, Jordánia
14. 1982. szeptember 6–9 Fez, Marokkó
15. 1985. szeptember 7–9 Casablanca, Marokkó
16. 1987. november 8–12 Amman, Jordánia
17. 1988. június 7–9 Algír, Algéria
18. 1989. június 23–26 Casablanca, Marokkó
19. 1990. március 28–30 Bagdad, Irak
20. 1990. augusztus 9–10 Kairó, Egyiptom
21. 1996. június 22–23 Kairó, Egyiptom
22. 2000. október 21–22 Kairó, Egyiptom
23. 2001. március 27–28 Amman, Jordánia
24. 2002. március 27–28 Bejrút, Libanon
25. 2003. március 1. Sarm es-Sejk, Egyiptom
26. 2004. május 22–23 Tunisz, Tunézia
27. 2005. március 22–23 Algír, Algéria
28. 2006. március 28-30 Kartúm, Szudán
29. 2007. március 27-28 Rijád, Szaúd-Arábia

## A liga tevékenysége
Széles körű szervezeti lehetőségei ellenére nem tartozik a hatékony szervezetekhez. Ennek legfőbb oka a tagállamok nagyfokú különbözősége. A megosztottság leginkább a vallásosság (mérsékelt és konzervatív szárny), a politikai rendszer (köztársaság-monarchia) és Izraelhez való viszonyulás (elismerni vagy sem) tekintetében nyilvánul meg.
Fennállása óta a szervezet csupán két alkalommal, 1961-ben Kuvait függetlensége érdekében (éppen az alapító Irak agressziója ellen), illetve 1976-ban Libanon polgárháborús állapotának megszüntetése érdekében volt képes egységesen és hatékonyan fellépni.
Nem sikerült megakadályozni az Egyesült Arab Köztársaság intervencióját Tunéziában, Libanonban, Jordániában és Szíriában. Az 1963-ban sikertelenül lépett fel a marokkói-algériai konfliktusban, később a jemeni polgárháborúban. 1990-ben pedig az iraki-kuvaiti háborúban volt képtelen egységes álláspont kialakítására.
2001. szeptember 11-e óta a helyzet nem sokat változott. A terrorizmust hivatalosan elítélik, de mindegyik állam mást ért terrorizmus alatt.
Pozitív előrelépés, hogy az 1990-es években a liga több gazdasági megállapodást kötött az Európai Unióval, illetve latin-amerikai államokkal.